# Saqueo de Brescia
El saqueo de Brescia tuvo lugar el 18 de febrero de 1512 durante la Guerra de la Liga de Cambrai. La ciudad de Brescia se había rebelado contra el control francés, siendo guarecida posteriormente por tropas venecianas. Gastón II de Narbona, llegado recientemente a los ejércitos franceses de Italia, ordenó a la ciudad rendirse; cuando se negó, la atacaron. El ataque francés tuvo lugar bajo lluvias torrenciales, en un campo de barro; Gastón ordenó a sus hombres quitarse los zapatos para una mejor tracción. Los defensores infligieron numerosas bajas a los franceses, pero estos entraron en la ciudad. La infantería gascona y los lansquenetes procedieron a saquear la ciudad, masacrando a miles de civiles durante los siguientes cinco días. A raíz de esto, la ciudad de Bérgamo pagó unos 60.000 ducados a los franceses para evitar un destino similar.
Brescia permanecería en poder francés, hasta su devolución a la República de Venecia en 1520.